# Sedlec (okres Břeclav)
Sedlec (Duits: Voitelsbrunn) is een Tsjechische gemeente in de regio Zuid-Moravië, en maakt deel uit van het district Břeclav.
Sedlec telt 828 inwoners (2006).
Bavory ·
Boleradice ·
Borkovany ·
Bořetice ·
Brod nad Dyjí ·
Brumovice ·
Břeclav ·
Březí ·
Bulhary ·
Diváky ·
Dobré Pole ·
Dolní Dunajovice ·
Dolní Věstonice ·
Drnholec ·
Hlohovec ·
Horní Bojanovice ·
Horní Věstonice ·
Hrušky ·
Hustopeče ·
Jevišovka ·
Kašnice ·
Klentnice ·
Klobouky u Brna ·
Kobylí ·
Kostice ·
Krumvíř ·
Křepice ·
Kurdějov ·
Ladná ·
Lanžhot ·
Lednice ·
Mikulov ·
Milovice ·
Moravská Nová Ves ·
Moravský Žižkov ·
Morkůvky ·
Němčičky ·
Nikolčice ·
Novosedly ·
Nový Přerov ·
Pavlov ·
Perná ·
Podivín ·
Popice ·
Pouzdřany ·
Přítluky ·
Rakvice ·
Sedlec ·
Starovice ·
Starovičky ·
Strachotín ·
Šakvice ·
Šitbořice ·
Tvrdonice ·
Týnec ·
Uherčice ·
Valtice ·
Velké Bílovice ·
Velké Hostěrádky ·
Velké Němčice ·
Velké Pavlovice ·
Vrbice ·
Zaječí